# Етьєн Жоффруа Сент-Ілер
Етьєн Жоффруа Сент-Ілер (фр. Étienne Geoffroy Saint-Hilaire, 15 квітня 1772, Етамп — 19 червня 1844, Париж) — французький натураліст, зоолог, анатом, еволюціоніст, член Французької Академії Наук з 1807, з 1833 — її президент. Батько зоолога Ісідора Жоффруа. Етьєн Жоффруа Сент-Ілер виступав проти вчення Ж. Кюв'є про постійність видів, вважаючи, що еволюція організмів відбувалася внаслідок вирішального впливу зовнішнього середовища.

## Біографія

### Родина і навчання (1772—1791)
Етьєн Жоффруа Сент-Ілер (Жоффруа — це перше прізвище, а не друге ім'я) народився в родині правника у маленькому містечку Етамп. За свідченням сина натураліста Ісідора, у роді Жоффруа підтримувалася повага до наукових занять. Найвідомішим дослідником з пращурів Етьєна був його прапрадід Етьєн-Франсуа Жоффруа Сент-Ілер (1672—1731), який досліджував відомі на той час хімічні елементи та взаємодії між ними. Брат Етьєна Марк-Антуан став офіцером французької армії, загинув під час експедиції до Єгипту.
Початкову освіту отримував у етампському колежі. Далі вчився у Парижі, у тому числі під керівництвом відомого хіміка і кристалографа Рене-Жюста Аюї.

### У Національному музеї (1792—1797)
У 1792 році за рекомендацією Аюї був прийнятий на посаду помічника доглядача мінералогічних колекцій при музеї природничої історії.
У 1793 на прохання анатома Добантона Жоффруа очолив кафедру історії зоології хребетних при Національному музеї природознавства Франції, що був щойно створений на місці Королівського ботанічного саду. З 1794 року розпочав читати лекції з анатомії людини, ссавців і птахів. Того ж року академік Тесьє передав йому наукові роботи молодого натураліста з Нормандії Жоржа Кюв'є. Жоффруа негайно запросив його до Парижа, де разом з Ламарком сприяли його влаштуванню професором порівняльної анатомії. Жоффруа також був одним з головних засновників зоологічного саду при Музеї, керівником якого був понад 40 років.

### Подорож у Єгипет (1798—1801)
У 1798—1801 брав участь у експедиції до Єгипту корпусу Наполеона разом із хіміком Бертолле, геометром Монжем, математиком Фур'є і багатьма іншими науковцями.
19 травня 1798 року на фрегаті «L'Alceste» (Альцест) Жоффруа вирушив до Єгипту. Подорож тривала 2 місяці, по дорозі висаджувалися на островах Мальта і Гоцо, де науковець проводив свої дослідження. 30 липня фрегат прибув до Александрії. Жоффруа організував базу досліджень у містечку Розетта, надалі переніс її до Каїра. Його було призначено керівником розділу природничих наук у новоствореному Єгипетському інституті. Він організував подорожі до пірамід, руїн Мемфіса та Геліорніса.
Разом з іншими науковцями Жоффруа взимку 1799 року займався уточненням карти Єгипту.
Після від'їзду Наполеона до Франції експедиції розширилися. Під час розкопок у Фівах у 1800 році було знайдено муміфікованих тварин, що обожнювалися давніми єгиптянами.
У серпні 1801 року французька армія капітулювала перед англійцями. До тексту капітуляції було додано пункт про передачу англійцям усіх наукових колекцій. Але Жоффруа заявив під час перемовин, що він знищить усі знахідки, документи та наукові описи до появи солдат, якщо йому не дозволять вивезти колекції до Франції. Англійці вимушено погодилися, і у січні 1802 року Жоффруа доставив експонати на батьківщину.

### Академік і музейник за Наполеона (1802—1808)

Герб Жоффруа Сент-Ілера. Зображені: піраміда на честь єгипетської експедиції; крокодил, яких вивчав науковець; Орден Почесного легіону

Наступні роки Жоффруа продовжував викладати зоологію й анатомію у Музеї природничої історії, писати наукові роботи. За результатами експедиції було значно розширено колекції музею. Муміфіковані тварини стали об'єктом дискусії між Ламарком і Кюв'є щодо сталості чи змінності видів.
17 грудня 1804 року Жоффруа одружується з Жанною Анжелікою Луїзою Поліною Бріер Мондетур (1785—1876), донькою мера другого округа Парижу. У 1805 році в них народжується син Ісідор, а у 1809 році — дівчата-близнюки.
1807 року його обирали дійсним членом Французької академії наук. За врятування єгипетських колекцій Жоффруа Сент-Ілера було нагороджено Орденом Почесного легіону. 1808 року Наполеон призначив його імперським комісаром з дослідження бібліотек і сховищ захоплених французами Іспанії й Португалії. Попри очікування влади, Жоффруа лише проводив описи та забирав дублікати і копії цінних документів, привозячи з Франції навзаєм інші експонати та рукописи. Вже 1809 року його звільнили з цієї посади. Після звільнення Португалії англійці вимагали від Франції повернути всі вивезені звідти цінності, проте Лісабонська академія відмовилася приймати назад експонати, оскільки вважала їх предметом рівноцінного обміну.

### Наукові студії (1809—1820)
Після експедицій до Іспанії та Португалії Жоффруа Сент-Ілер відійшов від політичних подій і сконцентрувався на наукових дослідженнях. У 1809 році він став професором зоології на факультеті в Парижі та вивчав проблеми систематики та порівняльної анатомії. Результатом роботи стали десятки наукових статей і велика монографія «Філософія анатомії», що вийшла 1818 року. У цих роботах Жоффруа розвивав ідею єдності плану будови тварин та гомології — глибинної подібності морфології органів.

### Дискусія з Кюв'є (1820—1832)
Протягом 1810-х та 1820-х років особисті відносини Жоффруа і Кюв'є охололи. Кюв'є активно займався політикою, був призначений пером Франції, хоча не полишав наукової роботи. Жоффруа цілком поринув у дослідження та доведення власної ідеї про єдність тваринного світу. При цьому обидва натуралісти у власних наукових публікаціях як відзначали професіоналізм і здобутки один одного, так і анонімно критикували позиції колеги.
Протистояння зростало, а на початку 1830 року вилилося у серію відкритих виступів на засіданнях французької Академії.

### Останні роки (1833—1844)

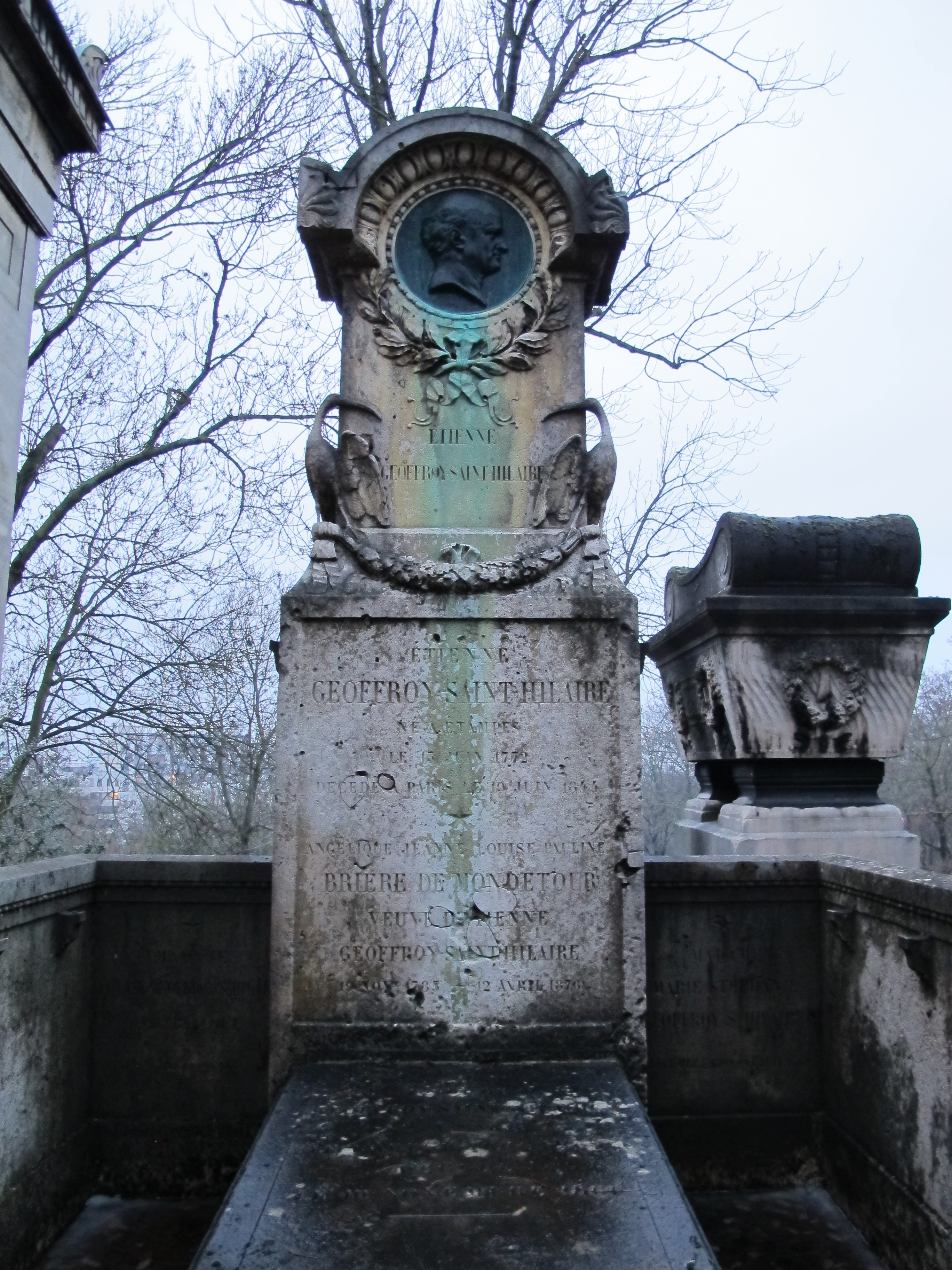
Надгробок Етьєна Жоффруа Сент-Ілера і Анжеліки Брієр де Мондетур

Незважаючи на критику прибічників померлого Кюв'є, Жоффруа здобуває прихильність багатьох представників літературної богеми. Його ідеї підтримують Бальзак, Жорж Санд.
У липні 1840 року він засліп. Через декілька місяців у нього відбувся інсульт, після якого його паралізувало. 1841 року Жоффруа залишив посаду професора у Музеї, яку зайняв його син Ісідор.
Етьєн Жоффруа Сент-Ілер помер у Парижі, 19 червня 1844 року. Похований на цвинтарі Пер-Лашез.

## Наукові погляди
Виступав проти вчення Кюв'є про постійність видів, бо справедливо вважав, що еволюція організмів відбулася внаслідок вирішального впливу зовнішнього середовища. Відстоював ідею єдності органічного світу й учення про єдиний план будови (втім, деякі його уявлення були помилкові) усіх тварин — хребетних та безхребетних.

## Вшанування пам'яті
Оноре де Бальзак присвятив Жоффруа Сент-Ілеру свій роман «Отець Горіо»
На честь Жоффруа Сент-Ілера названий дикий кіт Жоффруа (Leopardus geoffroyi), описав ягуарунді (Puma yagouaroundi).
На його честь також названо один з астероїдів.